# Blinman
Blinman is een plaats in de Australische deelstaat Zuid-Australië en telt 22 inwoners (2006).